# Ascyltus
Ascyltus is een geslacht van spinnen uit de familie springspinnen (Salticidae).

## Soorten
De volgende soorten zijn bij het geslacht ingedeeld:
- Ascyltus audax (Rainbow, 1897)
- Ascyltus divinus Karsch, 1878
- Ascyltus ferox (Rainbow, 1897)
- Ascyltus lautus (Keyserling, 1881)
- Ascyltus minahassae Merian, 1911
- Ascyltus opulentus (Walckenaer, 1837)
- Ascyltus pterygodes (L. Koch, 1865)
- Ascyltus rhizophora Berry, Beatty & Prószyński, 1997
- Ascyltus similis Berry, Beatty & Prószyński, 1997